# Igor Diemidow

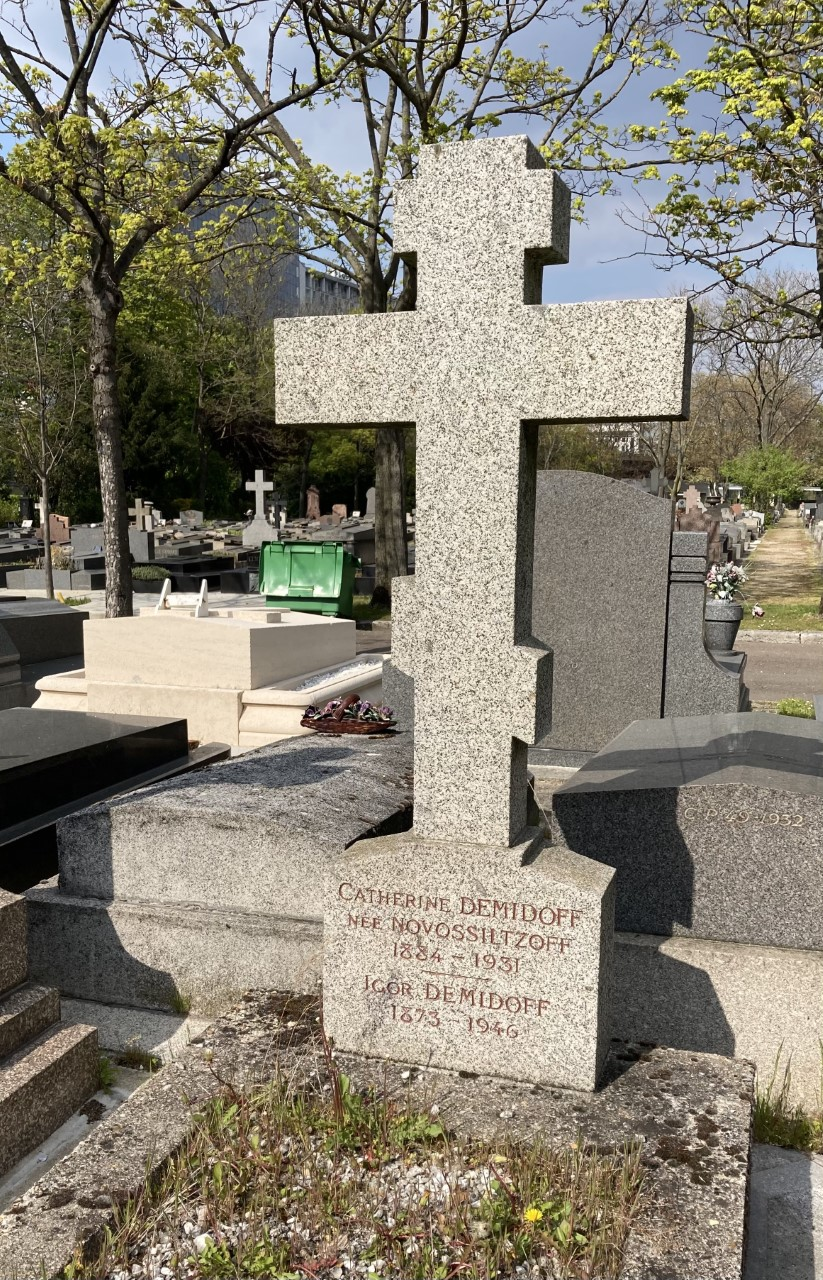
Nagrobek na cmentarzu Batignolles

Igor Płatonowicz Diemidow, ros. Игорь Платонович Демидов (ur. 24 maja?/5 czerwca 1873 w guberni niżnonowogrodzkiej, zm. 20 października 1946 w Paryżu) – rosyjski działacz państwowy, mason, deputowany do IV Dumy Państwowej, emigracyjny działacz polityczno-społeczny, dziennikarz.

## Życiorys
Ukończył liceum prawnicze w Jarosławiu, zaś w 1899 roku studia prawnicze na uniwersytecie w Moskwie. Od 1900 roku był marszałkiem szlachty w ujeździe tiemnikowskim w guberni tambowskiej. W 1902 roku objął funkcję sędziego pokoju. W 1904 roku wstąpił do Związku Oswobodzenia, który potem wszedł w skład Partii Konstytucyjno-Demokratycznej. Był też wiceprzewodniczącym Moskiewskiego Stowarzyszenia Rolniczego. Wchodził w skład kolegium redakcyjnego pisma Russkije wiedomosti. W 1906 roku stanął na czele urzędu ziemskiego ujezdu tiemnikowskiego. Od 1909 roku działał w masonerii. W 1912 roku wybrano go na deputowanego do IV Dumy Państwowej. Po wybuchu I wojny światowej współorganizował pomoc sanitarną dla rannych żołnierzy. Wszedł w skład Komitetu Głównego Wszechrosyjskiego Związku Ziemskiego Pomocy Chorym i Rannym Żołnierzom. Po rewolucji lutowej 1917 roku i obaleniu caratu mianowano go komisarzem w ministerstwie rolnictwa, a także komisarzem Rządu Tymczasowego Frontu Południowo-Zachodniego. W maju tego roku został wybrany członkiem Komitetu Centralnego Partii Konstytucyjno-Demokratycznej. 
Po rewolucji bolszewickiej wstąpił do Centrum Narodowego. Kierował pracą jego oddziału w Kijowie. Współtworzył organizację wywiadowczą Azbuka. W 1919 roku w składzie delegacji głównodowodzącego wojskami Sił Zbrojnych Południa Rosji (białych) generała Antona Denikina przybył do Polski. Po klęsce armii Denikina i jego ustąpieniu, na początku 1920 roku wyjechał do Francji. Został zastępcą redaktora naczelnego paryskiego pisma Poslednije nowosti. Wszedł w skład antybolszewickiej organizacji Centr diejstwij. Współtworzył Grupę Demokratyczną. Następnie działał w Stowarzyszeniu Republikańsko-Demokratycznym. Ponadto był członkiem parafialnej rady cerkiewnej przy Soborze św. Aleksandra Newskiego w Paryżu. 
Był członkiem kierownictwa miejscowego oddziału Ziemgora. Po zajęciu Francji przez wojska niemieckie latem 1940 roku wyemigrował do USA, po wyzwoleniu Francji (1944) powrócił do Paryża, gdzie zmarł. Pochowany na cmentarzu Batignolles.